# Östra Ryds socken, Uppland
Östra Ryds socken i Uppland ingick i Danderyds skeppslag. Området ingår numera i Österåkers kommun (huvuddelen), från 2016 inom Österåker-Östra Ryds distrikt, Täby kommun (Vågsjöområdet  väster om Ullnasjön, Vaxholms kommun (Bogesundslandet) och Lidingö kommun (Storholmen)
Socknens areal är 74,63 kvadratkilometer, varav 71,97 land. År 1955 fanns här 645 invånare. Rydboholms slott, Bogesunds slott, tätorten Rydbo samt sockenkyrkan Östra Ryds kyrka ligger i socknen.  

## Administrativ historik
Östra Ryds socken har medeltida ursprung. 1652 utbröts Vaxholms stad och Vaxholms församling.
Vid kommunreformen 1862 övergick socknens ansvar för de kyrkliga frågorna till Östra Ryds församling och för de borgerliga frågorna till Östra Ryds landskommun. Landskommunen inkorporerades 1952 i Österåkers landskommun som 1974 uppgick i Vaxholms kommun där området sedan utbröts 1983 och uppgick i Österåkers kommun. Församlingen uppgick 1992 i Österåker-Östra Ryds församling. I samband med återbildandet 1983 av Vaxholms kommun, så utbröts delar (Bogesundslandet) ur denna socken dit och till Vaxholms församling.
1 januari 2016 inrättades distriktet Österåker-Östra Ryd, med samma omfattning som Österåker-Östra Ryds församling hade 1999/2000 och fick 1992, och vari detta sockenområde ingår.
Socknen har tillhört län, fögderier, tingslag och domsagor enligt vad som beskrivs i artikeln Danderyds skeppslag. De indelta båtsmännen tillhörde Södra Roslags 2:a båtsmanskompani.

## Geografi
Östra Ryds socken ligger nordost om Stockholm norr om Askrikefjärden med Stora Värtan i sydväst och Ullnasjön i nordväst. Huvuddelen av Bogesundslandet ligger inom socknen. Socknen är en småkuperad skogsbygd med odlingsbygd vid vattnen och i sänkor.

## Fornlämningar
Från bronsåldern finns spridda gravrösen. Från järnåldern finns cirka 20 gravfält. Fem runristningar har påträffats.

## Namnet
Namnet (1000-talet rudi, 1298 Ridhum) är ett bygdenamn som innehåller ryd, 'röjning'.